# PGC 10025
LEDA/PGC 10025, auch UGC 2126, ist eine leuchtschwache Balken-Spiralgalaxie vom Hubble-Typ SBd im Sternbild Perseus am Nordsternhimmel. Sie ist schätzungsweise 37 Millionen Lichtjahre von der Milchstraße entfernt und hat einen Durchmesser von etwa 15.000 Lichtjahren. Vom Sonnensystem aus entfernt sich das Objekt mit einer errechneten Radialgeschwindigkeit von näherungsweise 700 Kilometern pro Sekunde.

## Galaktisches Umfeld
| Nr. | Galaxie          | Alternativname            | Rek           | Dek           | Distanz/asec |
| --- | ---------------- | ------------------------- | ------------- | ------------- | ------------ |
| →   | LEDA/PGC 10025   | UGC 2126                  | 02h38m47.07s  | +40d41m55.1s  | 0            |
| 1   | LEDA/PGC 90627   | WISEA J023836.02+403943.0 | 02h38m35.80s  | +40d39m43.0s  | 183.91       |
| 2   | LEDA/PGC 2170635 | 2MASX J02393232+4046033   | 02h39m32.34s  | +40d46m03.1s  | 570.91       |
| 3   | LEDA/PGC 10077   | CGCG 539-072              | 02h39m34.969s | +40d46m37.34s | 612.70       |
| 4   | LEDA/PGC 2167752 | WISEA J023922.81+403403.8 | 02h39m22.799s | +40d34m03.65s | 622.38       |
| 5   | NGC 1003         | LEDA/PGC 10052            | 02h39m16.89s  | +40d52m20.3s  | 710.74       |
| 6   | LEDA/PGC 2170890 | 2MASX J02374288+4047049   | 02h37m42.88s  | +40d47m04.8s  | 792.41       |
| 7   | LEDA/PGC 2171445 | 2MASX J02374569+4049181   | 02h37m45.69s  | +40d49m18.0s  | 826.39       |
| 8   | LEDA/PGC 2166237 | 2MASX J02384108+4028112   | 02h38m41.07s  | +40d28m11.0s  | 827.00       |
| 9   | LEDA/PGC 2167160 | 2MASX J02393747+4031474   | 02h39m37.468s | +40d31m47.86s | 835.63       |
| 10  | LEDA/PGC 2166259 | 2MASX J02381758+4028161   | 02h38m17.58s  | +40d28m16.0s  | 885.87       |
| 11  | LEDA/PGC 2167340 | 2MASX J02374131+4032289   | 02h37m41.33s  | +40d32m29.0s  | 941.25       |